# Liberato Cacace
 (octobre 2021).
Si vous disposez d'ouvrages ou d'articles de référence ou si vous connaissez des sites web de qualité traitant du thème abordé ici, merci de compléter l'article en donnant les références utiles à sa vérifiabilité et en les liant à la section « Notes et références ».
 (octobre 2021).
Liberato Cacace est un footballeur international néo-zélandais né le 27 septembre 2000 à Wellington qui évolue au poste de défenseur au Wrexham AFC.

## Biographie

### En club
Le 2 février 2018, il joue son premier match avec les seniors de Wellington Phoenix, contre le Sydney FC. 

### En sélection
Avec les moins de 17 ans, il participe au championnat d'Océanie des moins de 17 ans en 2017. Lors de cette compétition, il joue cinq matchs. La Nouvelle-Zélande remporte le tournoi, avec cinq victoires en cinq matchs. Il s'illustre lors de la finale contre la Nouvelle-Calédonie en inscrivant un but et en délivrant une passe décisive. Il dispute ensuite quelques mois plus tard la Coupe du monde des moins de 17 ans organisée en Inde. Lors du mondial junior, il joue trois matchs, avec pour résultats un nul et deux défaites.
Par la suite, avec les moins de 20 ans, il dispute la Coupe du monde des moins de 20 ans en 2019. Lors du mondial junior organisé en Pologne, il joue trois matchs. Les Néo-Zélandais s'inclinent en huitièmes de finale face à la Colombie, après une séance de tirs au but, et ceci malgré une passe décisive de Liberato Cacace.
Le 2 juin 2018, il figure pour la première fois sur le banc des remplaçants de l'équipe nationale A, sans entrer en jeu, à l'occasion d'un match amical contre le Kenya (défaite 2-1). Il joue finalement son premier match avec la Nouvelle-Zélande trois jours plus tard, le 5 juin, en amical contre Taïwan. Il dispute l'intégralité de la rencontre (victoire 0-1).

## Palmarès
- Vainqueur du championnat d'Océanie des moins de 17 ans en 2017 avec l'équipe de Nouvelle-Zélande des moins de 17 ans
- Vainqueur de la coupe d'Océanie 2024 avec l'equipe de Nouvelle-Zélande